# Hahncappsia lautalis
Hahncappsia lautalis is een vlinder uit de familie van de grasmotten (Crambidae), uit de onderfamilie van de Pyraustinae. De wetenschappelijke naam van deze soort is voor het eerst voorgesteld als Botys lautalis door Julius Lederer in een publicatie uit 1863.
De soort komt voor in Colombia en Brazilië.